# Cascarots
El Cascarots (Bascː Kaskarotuak) és un grup ètnic del País Basc nord. Són un dels molts subgrups de la nació Roma a l'Europa occidental, però no han de ser confosos amb els parlants d'Erromintxela.
Documents històrics esmenten el Cascarots vivint a guetos, per exemple a Ziburu, i ocasionalment a pobles sencers com a Izpura.